# Жигалино
Жи́галино (рос. Жигалино) — село у складі Ташлинського району Оренбурзької області, Росія.

## Населення
Населення — 201 особа (2010; 233 у 2002).
Національний склад (станом на 2002 рік):
- росіяни — 68 %